# Assurance en Côte d'Ivoire
 (avril 2022).
 (avril 2022).
Si vous disposez d'ouvrages ou d'articles de référence ou si vous connaissez des sites web de qualité traitant du thème abordé ici, merci de compléter l'article en donnant les références utiles à sa vérifiabilité et en les liant à la section « Notes et références ».
L’activité de l’assurance en Côte d’Ivoire est réglementée par le code des assurances des États membres de la Conférence interafricaine des marchés d'assurance (CIMA). Le Ministère de l’Économie et des Finances, par le biais de la Direction des assurances, est chargé  de la surveillance du marché. Les acteurs du marché, outre les assurés, se composent d’un côté par des sociétés d’assurances et de l’autre par des intermédiaires d’assurances.

## Historique
Le marché des assurances de Côte d’Ivoire, avec plus de 137 milliards de francs CFA de chiffre d’affaires en 2006, demeure le principal marché de la zone CIMA, une organisation qui regroupe 15 états africains francophones et/ou lusophones.

## Principales sociétés d'assurance
Le marché ivoirien comprend à ce jour 31 sociétés dont 19 en non-vie et 12 en vie avec un chiffre d’affaires de 284 milliards FCFA au 31 décembre 2015.  Les leaders en vie sont SUNU Vie (ex-UA VIE et LMAI VIE), Saham Vie, Allianz Vie et NSIA Vie. Les leaders du marché en non-vie sont Saham, Allianz, NSIA, Axa et SUNU. 
Les leaders ont accès aux grands comptes internationaux notamment les grands programmes, les fronting et les acceptations des autres sociétés de leur groupe. En plus de ces avantages, il y a l’organisation de ces sociétés, le dynamisme commercial local, la qualité des relations avec les intermédiaires et surtout la capacité des compagnies à faire face dans les délais aux engagements en cas de sinistre. De plus en plus, les assurés intègrent cette dimension dans le choix de leur compagnie d’assurance.
Elles sont toutes implantées à Abidjan.
L’activité d’assurance est en continuelle progression de 7% à 10% malgré les crises que le pays a connu.
D'autres compagnies comme GNA Assurances, Atlantique Assurances, SIDAM, Serenity, AMSA, MATCA, SAFA animent le secteur des assurances en Côte d'ivoire.
Les produits de la branche IARDT sont les plus commercialisés et représentent plus de 60% du chiffre d’affaires global contre près de 40% pour la branche vie.

## Intermédiaires d'assurance
Les intermédiaires d’assurance interviennent sur le marché en apportant contre rémunérations sous forme de commissions, des affaires aux compagnies d’assurance.
Les intermédiaires d’assurance sont soit des agents d’assurance soit des courtiers d’assurance.
Il existe 251 agents d’assurance  et 166 courtiers agréés en 2015.  
Le courtier d’assurance est indépendant vis-à-vis de la compagnie d’assurance alors que l’agent d’assurance est responsable vis-à-vis de la compagnie d’assurance.
En 2009, les plus importantes sociétés de courtage en Côte d’Ivoire sont Gras Savoye Côte d’Ivoire (devenue en 2018 Willis Towers Watson) et ASCOMA Côte d’Ivoire, qui appartient à la holding financière de Farid Chedid, Chedid Capital, depuis 2020.